# Dobrocin (województwo dolnośląskie)
Dobrocin (niem. Güttmannsdorf) – wieś w Polsce, położona w województwie dolnośląskim, w powiecie dzierżoniowskim, w gminie Dzierżoniów.
W latach 1975–1998 wieś administracyjnie należała do województwa wałbrzyskiego.
| SIMC    | Nazwa      | Rodzaj     |
| ------- | ---------- | ---------- |
| 0852170 | Marianówek | przysiółek |

## Historia
W XV wieku właścicielami miejscowości była rodzina Bock. W 1484 r. wieś kupił Friedrich von Hochberg. W XVIII w. majątek należał do rodziny von Seherr–Thoss. W 1830 r. właścicielem został starszy radca górniczy von Milecky, a od 1845 roku rodzina Moriz–Eichborn. Następnie na krótko wieś wróciła do baronów von Seherr–Thoss, jednak w 1897 r. Stanislaus von Seherr–Thoss z Wawrzeńczyc sprzedał miejscowość z pałacem cesarskiemu radcy Kuno von Portatiusowi. W 1945 wieś została włączona do Polski; a jej dotychczasowych mieszkańców wysiedlono do Niemiec.

## Zabytki
Do wojewódzkiego rejestru zabytków wpisane są:
- kościół filialny pw. śś. Piotra i Pawła, należący do parafii św. Jadwigi Śląskiej w Gilowie, z pocz. XIV w., przebudowywany w XVI i początkach XX wieku, z 30-metrową kamienną wieżą; w prezbiterium polichromia z 1516 r.[8]. W świątyni epitafia, m.in. Hansa Bocka z Luboradza (zm. 1546)[9][10]
- zespół pałacowy, obejmujący:
  - pałac z końca XVIII w., przebudowany w latach 1898–1899[11] i po 1909 r. w stylu neogotyckim
  - park z końca XIX w.
  - kaplica pałacowa w parku, z końca XIX w. (obecnie zdewastowana)
  - cmentarz rodowy w parku z końca XIX w.